# تیونیا
تیونیا (به لاتین: Tywonia) یک منطقهٔ مسکونی در لهستان است که در Gmina Pawłosiów واقع شده‌است.